# Bővíthetőség
A bővíthetőség egy szoftverfejlesztési és rendszertervezési alapelv, amely biztosítja a jövőbeli növekedést. A bővíthetőség a rendszer kibővítési képességének és a kibővítéshez szükséges erőfeszítésnek a mértéke. A bővítések új funkciók hozzáadásával vagy a meglévő funkciók módosításával történhetnek. Az elv biztosítja a további fejlesztéseket anélkül, hogy a meglévő rendszerfunkciók károsodnának.
Egy kibővíthető rendszer belső struktúráját és adatáramlását minimálisan vagy egyáltalán nem befolyásolják az új és a módosított funkciók. Például az eredeti forráskód újrafordítása vagy megváltoztatása szükségtelen lehet a rendszer viselkedésének megváltoztatásához a programozók által. Mivel a szoftverek hosszú életűek, és a felhasználó kérésére történnek benne változások az új funkciók hozzáadásával, a kibővíthetőség megengedi a fejlesztőnek a szoftver adottságainak kibővítését és megkönnyíti a szisztematikus újrahasznosítását. Néhány megközelítés magában foglalja a felhasználók saját programrutinjainak beillesztési lehetőségeit, valamint képességeket definiál az új adattípusok meghatározására és az új formázási jelölő címkék meghatározására.

## Kiterjeszthető tervezés
A szoftverfejlesztés kiterjeszthető tervezése az, hogy elfogadjuk, nem lehet mindent előre megtervezni. Ehelyett egy könnyű szoftverkeretet biztosít, amely lehetővé teszi a változtatásokat. Kisméretű parancsok készülnek annak elkerülése érdekében, hogy elveszítsék a kiterjeszthetőség elemét, követve azt az elvet, hogy a munkaelemeket érthető egységekre bontják, annak érdekében, hogy elkerülhetőek legyenek a hagyományos szoftverfejlesztési kérdések, ideértve az alacsony kohéziót és a nagy összekapcsolódást, valamint lehetővé tegyék a folyamatos fejlesztést. Az átfogó változás elengedhetetlen a kiterjeszthető formatervezéshez, amelyben a kiegészítések folyamatosak lesznek. A rendszer minden egyes darabja módosítható lesz minden változással, és a kiegészítés révén történő változtatás ötlete a teljes rendszer tervezésének központját képezi majd. A kibővíthető kialakítás támogatja a gyakori újrapriorizálást, és lehetővé teszi a funkcionalitás igény szerinti kis lépésekben történő megvalósítását, amelyeket az agilis módszertan és az iteratív fejlesztés támogat. A kiterjeszthetőség kevesebb és tisztább függőséget eredményez a fejlesztés során, továbbá csökkenti a koherensebb absztrakciókat, valamint jól definiált interfészeket biztosít.

## Fontosság
A rugalmasság az összes jelenlegi szoftver alapját képezi az új elvárások miatt, mivel a szoftver egy „fejlődő entitás”, amelyet az emberek fejlesztenek és karbantartanak, folyamatos rendszer-változásokat eredményeznek a szoftver specifikációjában és megvalósításában. A szoftver összetevőit gyakran független felek fejlesztik és telepítik. Az adaptálható szoftverösszetevőkre szükség van, mivel a külső gyártók alkatrészei valószínűleg nem illeszkednek egy speciális telepítési forgatókönyvhöz, a gyártótól eltérő harmadik fél felhasználókat figyelembe véve. Számos szoftverrendszer és szoftvertermék egy olyan alaprendszerből származik, amelyeknek közös szoftverarchitektúrája van, vagy néha a funkcionalitás és a megvalósítás nagy részei, de valószínűleg különféle alkatrészekkel vannak felszerelve, amelyek bővíthető alaprendszert igényelnek.
Fontos kihívás az önállóan bővíthető szoftverrendszerek építése. Az önállóan bővíthető rendszer nemcsak lehetővé teszi két ember számára, hogy a rendszer kiterjesztéseit önállóan fejlessze, hanem lehetővé teszi a két kiterjesztés kombinálását is a globális integritás ellenőrzése nélkül.

## Kiterjeszthetőségi mechanizmusok osztályozása
A szoftver kiterjesztésének három különböző formája létezik: a white-box, a grey-box és a black-box kiterjeszthetőség, amelyek attól függnek, hogy mit valósítanak meg és hogyan változnak meg.

### Fehérdobozos (white-box)
Ennek a kiterjeszthetőségnek a formájában a szoftverrendszert a forráskód módosításával lehet kibővíteni, és ez a legrugalmasabb és a legkevésbé korlátozó forma. A kiterjesztésnek két alformája létezik: nyitott doboz (open-box) kiterjesztés és az üvegdoboz (glass-box) kiterjesztés, a változások alkalmazásától függően.

#### Nyitott dobozos (open-box)
A változtatásokat invazív módon hajtják végre nyitott dobozos bővíthető rendszerekben, azaz az eredeti forráskódot közvetlenül beteszik. Szükséges a rendelkezésre álló forráskód és a módosított engedélyezett forráskódlicenc. A nyitott doboz kibővíthetősége a legfontosabb a hibajavítás, a belső kód refaktorálása vagy a szoftvertermék következő verziójának előállítása során.

#### Üvegdobozos (glass-box)
Az üvegdoboz bővíthetősége (más néven építészeti alapú keretek) lehetővé teszi a szoftverrendszer kibővítését a rendelkezésre álló forráskóddal, de előfordulhat, hogy nem engedélyezi a kód módosítását. A kiterjesztéseket el kell választani az eredeti rendszertől oly módon, hogy az ne érintse az eredeti rendszert. A kiterjeszthetőség ilyen formájának egyik példája az objektumorientált alkalmazási keretek, amelyek általában az öröklés és a dinamikus kötés használatával érik el a kiterjeszthetőséget.

### Feketedobozos (black-box)
A feketedoboz kiterjesztésében (más néven adatvezérelt keretként) a rendszer megvalósításának részleteit nem használják a telepítések vagy bővítmények megvalósításához, csak az interfészspecifikációk biztosítottak. Az ilyen típusú megközelítés korlátozottabb, mint a különféle white-box megközelítések. A feketedoboz kiterjesztéseket rendszerint rendszer-konfigurációs alkalmazásokkal vagy alkalmazásspecifikus szkriptnyelvek használatával érik el az összetevők interfészeinek meghatározását.

### Szürkedobozos (gray-box)
A szürkedoboz kiterjeszthetősége kompromisszum a tisztafehérdoboz és a tisztafeketedoboz megközelítés között, amely nem támaszkodik teljesen a forráskód expozíciójára. A programozók megkaphatnák a rendszer specializációs felületét, amely felsorolja az összes finomításra szolgáló absztrakciót és a kiterjesztések fejlesztésének módját.

## Kiterjeszthetőség vs. újrahasználhatóság
A kiterjeszthetőségnek és az újrafelhasználhatóságnak számos hangsúlyos tulajdonsága van, köztük az alacsony kapcsolhatóság, a modularitás és a magas kockázatú elemek építési képessége sok különböző szoftverrendszer számára, amelyet a gyakran közös elemeket megosztó szoftverrendszerek megfigyelése motivál. Az újrafelhasználhatóság és a kiterjeszthetőség lehetővé teszi egy technológia átvitelét egy másik projektbe, kevesebb fejlesztési és karbantartási idővel, valamint fokozott megbízhatósággal és következetességgel.

## Biztonság
A modern operációs rendszerek eszközmeghajtók és betölthető kernelmodulok révén támogatják a bővíthetőséget. Számos modern alkalmazás támogatja a bővíthetőséget plug-inek, kiterjesztési nyelvek, appletek stb. révén. a bővíthetőség növekedése negatív hatással van a szoftver biztonságára.
A CGI az egyik elsődleges eszköz, amellyel a webszerverek kibővíthetőségét segítik. Viszont vannak, akik úgy gondolják, hogy a CGI-szkriptek "óriási biztonsági lyukat" eredményeznek.

## Fordítás
Ez a szócikk részben vagy egészben  az   Extensibility című angol Wikipédia-szócikk ezen változatának fordításán alapul.  Az eredeti cikk szerkesztőit annak laptörténete sorolja fel. Ez a jelzés csupán a megfogalmazás eredetét és a szerzői jogokat jelzi, nem szolgál a cikkben szereplő információk forrásmegjelöléseként.